# Kumrovec
Kumrovec je naselje i općina u Hrvatskom zagorju. Pripada Krapinsko-zagorskoj županiji.

## Zemljopis
Nalazi se u zapadnom dijelu Krapinsko-zagorske županije, a gospodarski gravitira Zagrebu, od kojeg je udaljen 48 kilometara.

## Stanovništvo
Po popisu stanovništva iz 2001. godine, općina Kumrovec imala je 1854 stanovnika, raspoređenih u 10 naselja:
- Donji Škrnik – 200
- Dugnjevec – 86
- Kladnik – 186
- Kumrovec – 304
- Podgora – 42
- Ravno Brezje – 258
- Razdrto Tuheljsko – 125
- Razvor – 227
- Risvica – 309
- Velinci – 117

| broj stanovnika | 1999  | 2248  | 2425  | 2596  | 2616  | 2920  | 2778  | 2739  | 2595  | 2459  | 2246  | 2174  | 1981  | 1914  | 1854  | 1588  | 1412  |
|                 | 1857. | 1869. | 1880. | 1890. | 1900. | 1910. | 1921. | 1931. | 1948. | 1953. | 1961. | 1971. | 1981. | 1991. | 2001. | 2011. | 2021. |

| broj stanovnika | 214   | 226   | 235   | 242   | 250   | 259   | 278   | 260   | 264   | 267   | 275   | 291   | 328   | 303   | 304   | 267   | 245   |
|                 | 1857. | 1869. | 1880. | 1890. | 1900. | 1910. | 1921. | 1931. | 1948. | 1953. | 1961. | 1971. | 1981. | 1991. | 2001. | 2011. | 2021. |

## Uprava
Načelnik općine je Robert Šplajt.

## Poznate osobe
- Josip Broz Tito,  jugoslavenski komunistički revolucionar,  Vrhovni komandant NOVJ, predsjednik predsjedništva Saveza komunista Jugoslavije
- Drago Ulama, hrvatski pjesnik

## Znamenitosti
- Spomenik "Lijepoj našoj"

Okružen ruševinama Cesargrada i crkvom Majke Božje Risvičke, na ulasku u Općinu Kumrovec, na cesti Klanjec-Kumrovec u selu Risvica, nalazi se spomenik hrvatskoj himni "Lijepa naša" u zaštićenom, značajnom krajoliku Zelenjaku, okruženom šumovitim padinama klanca rijeke Sutle. Spomenik je podigla 24. studenoga 1935., povodom 100. obljetnice himne, Družba »Braća Hrvatskoga Zmaja« i to u čast njenom autoru Antunu Mihanoviću.
- Muzej "Staro selo" Kumrovec

U Kumrovcu se nalazi Muzej "Staro selo" (Etno-selo Kumrovec), jedinstveni muzej na otvorenom, s očuvanim izvornim seoskim kućama s prijelaza 19. u 20. stoljeće. Posjetitelji mogu razgledati stalne etnološke zbirke tradicionalnog načina života s kraja 19. st., kao što su: Zagorska svadba, Život mladog bračnog para, Od konoplje do platna, Kovački zanat, Kolarski obrt, Lončarstvo, Od zrna do pogače i dr.

## Povijest
Prema nalazima istraživanja povjesničara Daniela Sitera, tijekom početne faze njemačke okupacije slovensko-hrvatskog teritorija između svibnja i lipnja 1941. godine općina Kumrovec bila je privremeno pod okupacijom nacističke Njemačke, zajedno s ostalim područjima zapadnog rubnog dijela Hrvatskog zagorja (Hum na Sutli, Prišlin, Druškovec, Brezno i Lupinjak). Okupirano prekogranično područje vraćeno je Nezavisnoj Državi Hrvatskoj (NDH) sredinom lipnja 1941. Tada je konačno utvrđena državna i okupacijska granica između Njemačke i NDH duž rijeke Sutle.

## Udruge
- Kumrovečka udruga mladih osnovana je u siječnju 2008. godine. Glavni cilj udruge je druženje mladih kroz rad i razne aktivnosti. Do sada su održali humanitarne turnire u belotu za pomoć osnovnoj školi i DVD-u Kumrovec, napravili su teren za odbojku na pijesku, uredili parkove, spomenike i slično.[7]

- Športsko društvo Kumrovec bavi se razvitkom športa i športskih aktivnosti, stvaranju uvjeta za svestrani razvoj sporta na području Općine Kumrovec i slično. Organizacija memorijalnog malonogometnog turnira "Boris Mutić" na igralištu osnovne škole.[8]

## Vanjske poveznice
- Službene stranice Općine Kumrovec